# Quartier Breil - Barberie
Pour les articles homonymes, voir Breil et Barberie.
Le quartier Breil - Barberie est un des onze quartiers de Nantes, en France.

## Description
Ce quartier est délimité :
- à l'ouest par la commune de Saint-Herblain, dont les limites sont marquées par le boulevard du Massacre, ainsi que par la commune d'Orvault limitée notamment par la route de Vannes ;
- au nord, par le cours de Cens  entre les boulevards Robert-Schuman et du Petit-Port ;
- à l'est, par ce même boulevard du Petit-Port, le boulevard Gabriel-Lauriol et les « boulevards de ceinture » (boulevard Lelasseur, boulevard des Frères-de-Goncourt et boulevard des Anglais) ;
- au sud, le cours de la Chézine.

## Les micro-quartiers
Selon l'Insee, il est constitué de 9 micro-quartiers.

### Barberie
La Barberie est le nom d'un domaine seigneurial. Le château du XVIIIe siècle était devenu la maison de campagne du Grand Séminaire, puis a été converti en 1978 en  mairie annexe,.

### Beauséjour
Ce nom évoque un hameau qui se trouvait à cet endroit.
De nos jours, le quartier accueille un important pôle d'échanges de transports en commun entre la ligne 3 du tramway, plusieurs lignes de bus de la TAN et les lignes du réseau régional Aléop. Le bâtiment, un monolithe de béton construit en 2010, abrite au niveau inférieur les quais accueillant les bus et un parking au niveau supérieur. La station de tram se trouve sur le côté sud du bâtiment et est elle-même bordée par d'autres quais pour les bus sur le côte opposé.

### Breil-Malville
Le premier vocable évoque un domaine seigneurial et second un village, sur lesquels fut érigée au début des années 1960 une des plus importantes cités HLM de la ville,,, qui a fait l'objet d'opérations de réaménagement en 2014. Le Breil est classé quartier prioritaire, avec 3 917 habitants en 2018 pour un taux de pauvreté de 48 %.
Le château de Breil disparaît définitivement en 1959.

### Carcouët

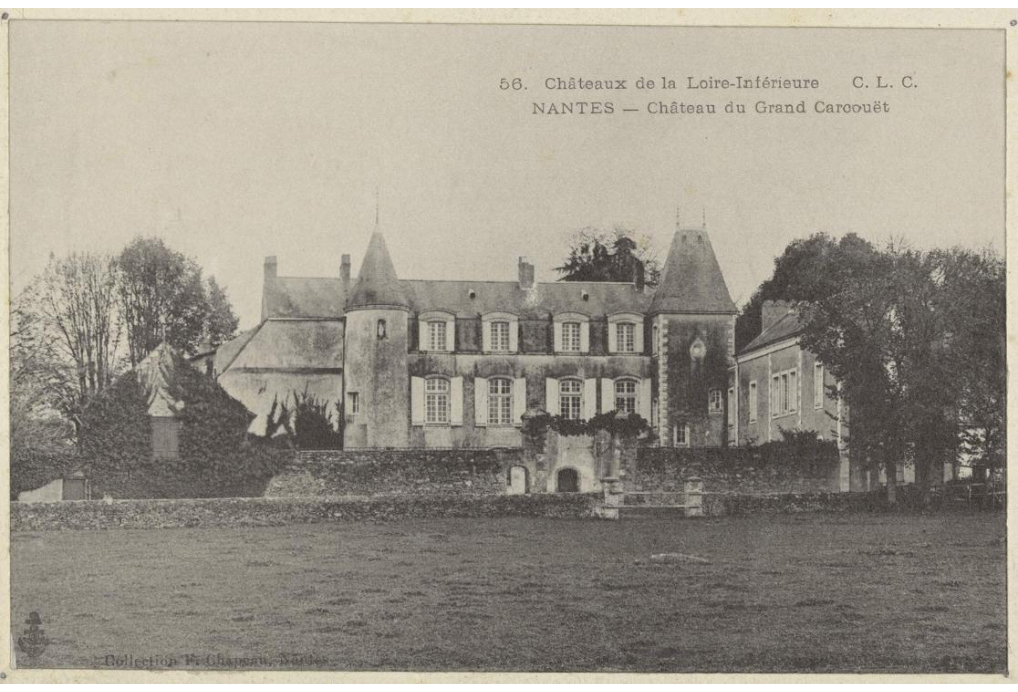
L'ancien château du Grand Carcouët.

Ce nom serait d'origine bretonne : ker (pays) et coat (bois), Ker-coat évoque donc la « terre des bois ». À la fin du Moyen Âge les parties boisées étaient très importantes au nord-est de Nantes. Ce toponyme fut attribué à un château bâti au Moyen Âge, sur le site duquel fut édifié le Lycée Carcouët.

### Gaudinière
Le château de la Gaudinière et son domaine sur lequel fut aménagé le parc de la Gaudinière, a donné son nom au micro-quartier. Juste à côté, avenue de la Close, se trouve une grosse bâtisse bourgeoise : le centre de semi-liberté de Nantes.

### Perverie
Ce nom qui a été attribué à la rue de la Perverie, où les seigneurs du Loquidy, les archidiacres de la Mée, venaient chasser à l'épervier. Il est plus connu pour son lycée.

### Rond-point de Rennes
Le rond-point de Rennes est clairement évoqué dans ce vocable.

### Route de Vannes
Comme son nom l'indique, le quartier s'établit autour de la route de Vannes.

### Schuman

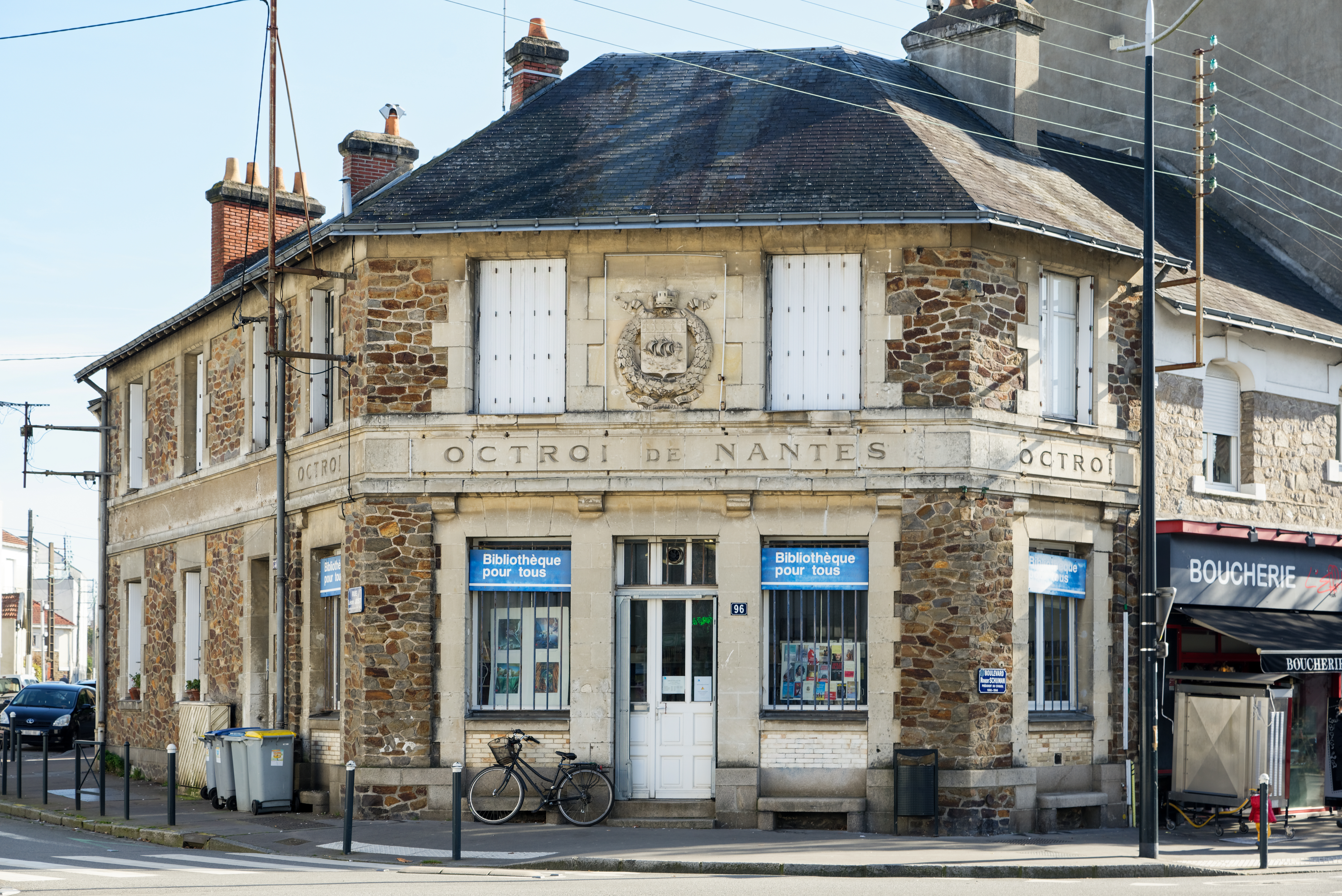
Ancien octroi de Nantes

Le boulevard Robert-Schuman est clairement évoqué, mais il s'agit là d'une portion situé au niveau du boulevard de Longchamp  et de la rue Léon-Jost, qu'on peut remarquer grâce à l'ancien pavillon d'octroi conservé jusqu'à nos jours.

## Démographie
Avec plus de 22 200 habitants, le quartier Breil - Barberie est relativement peu peuplé par rapport aux autres quartiers de la ville. C'est aussi celui dont la moyenne d'âge est la plus élevée car la moitié de la population a plus de 38 ans, même si les moins de 20 ans sont assez présents avec 22 % de la population. Avec 55,1 %, c'est aussi le quartier où la proportion de population féminine est la plus forte après celui de Hauts-Pavés - Saint-Félix, ceci pour la même raison : la présence dans son périmètre, d'une importante population de personnes du troisième âge.

## Administration
Le quartier compte actuellement une mairie annexe située au no 103, rue Pierre-Yvernogeau dans le micro-quartier de la Barberie.